# Walter Byron
Walter Byron (2. září 1894, Winnipeg – 22. prosince 1971, Winnipeg) byl kanadský reprezentační hokejový brankář. Je členem Manitobské hokejové síně slávy.
S reprezentací Kanady získal jednu zlatou olympijskou medaili (1920).

## Úspěchy
- Allan Cup – 1920
- LOH – 1920